# Aremoricusok
Aremoricusok, ókori gall törzs, a Liger és Sequana közti partvidék lakói voltak. Létezésükre az egyetlen szűkszavú forrás Julius Caesar „De bello Gallico” (A gall háborúról) című munkája.